# 古德桑德 (明尼蘇達州)
古德桑德（英語：Good Thunder）是一個位於美國明尼蘇達州布盧厄斯縣的城市。

## 人口
根據2020年美國人口普查的數據，古德桑德的面積為1.56平方千米，當中陸地面積為1.56平方千米，而水域面積為0.00平方千米。當地共有人口560人，而人口密度為每平方千米359人。